# Jornalet
Jornalet (occitanska för 'liten tidning') är en gratis webbtidning grundad 31 mars 2012. Den är helt och hållet publicerad på occitanska. Tidningen definierar sig som en "occitansk nyhetstidning, skriven på occitanska, skriven ur ett occitanskt perspektiv och riktad mot occitaner". […] Målsättningen är att ge occitanerna nyheter från Occitanien." Chefredaktör är Ferriol Macip, och tidningen är medlem av l'Associacion entara Difusion d'Occitània en Catalonha ('Kataloniens förening för occitanska tidskrifter'). Tidningen grundades i Toulouse, även om de två tidningsgrundarna är från spanska Katalonien.
Innehållet i Jornalet är skrivet på endera av de occitanska grundvarianterna och enligt klassisk stavning. Under den första månaden (april 2012) fick man cirka 15 000 besök, av totalt 6 000 läsare.
Tidningens logotyp är kombinerad med en variant av den occitanska flaggan. Dessutom finns den förklarande undertiteln Gaseta occitana d'informacions – 'Occitansk nyhetstidning'. Textmaterialet publiceras under en Creative Commons-licens, och produktionen finansieras delvis genom gräsrotsfinansiering.
Jornalet är en av en numera inte obetydlig skara publikationer som sprider information på occitanska. 2016 publicerades resultatet av en enkät, där 4 av 5 svarande var för att återinföra de traditionella sydfranska regionerna. Denna indelning utgick från den gamla förrevolutionära indelningen i provinser och grevskap.

## Galleri

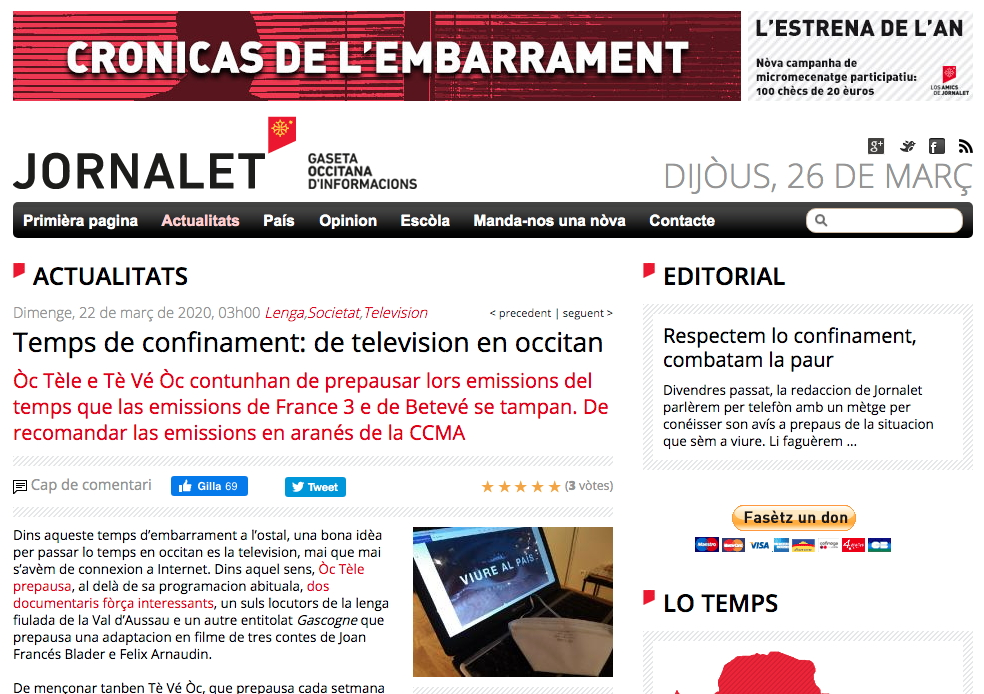
Tidningssida, med artikel om occitanskspråkiga TV-sändningar.
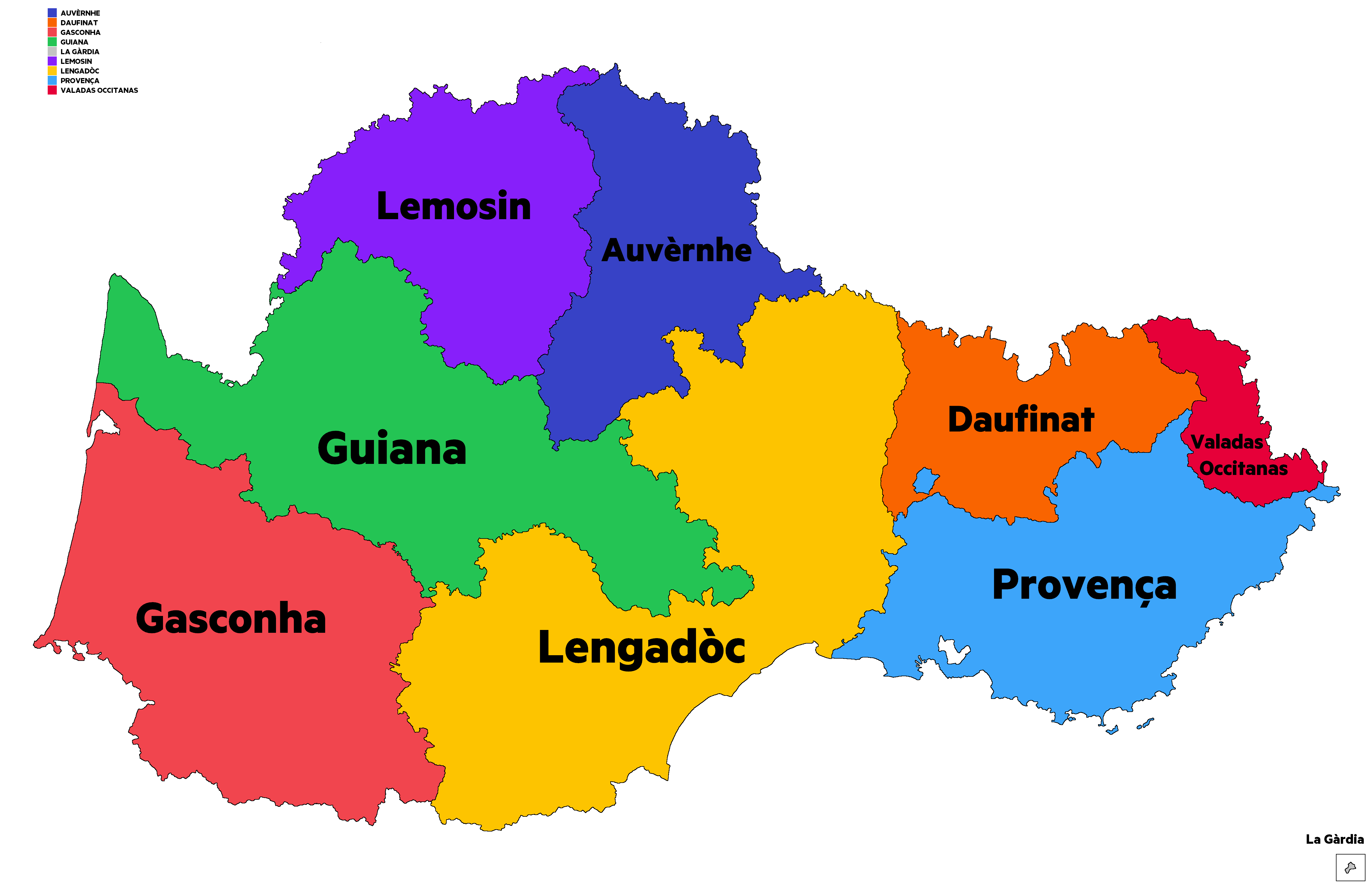
Karta över Occitaniens traditionella regioner, hämtad ur Jornalet.